# Ideopsis pellucida
Ideopsis pellucida är en fjärilsart som beskrevs av Talbot 1940. Ideopsis pellucida ingår i släktet Ideopsis och familjen praktfjärilar. Inga underarter finns listade i Catalogue of Life.